# 側柏綠蚜
側柏綠蚜（学名：Cinara idahoensis）为大蚜科松柏大蚜屬下的一个种。